# Мала Браньська
Мала Браньська (хорв. Mala Branjska) — населений пункт у Хорватії, у Копривницько-Крижевецькій жупанії у складі громади Соколоваць.

## Населення
Населення за даними перепису 2011 року становило 60 осіб.
Динаміка чисельності населення поселення: